# Osthelderiella amardiana
Osthelderiella amardiana is een vlinder uit de familie bladrollers (Tortricidae). De wetenschappelijke naam is voor het eerst geldig gepubliceerd in 1961 door Obraztsov.
De soort komt voor in Europa.